# Ammophila pruinosa
Ammophila pruinosa är en biart som beskrevs av Cresson 1865. Ammophila pruinosa ingår i släktet Ammophila och familjen grävsteklar. Inga underarter finns listade i Catalogue of Life.